# Rezerwat przyrody Jezioro Wieleckie
Rezerwat przyrody Jezioro Wieleckie – wodny rezerwat przyrody o powierzchni 102,80 ha (w tym 52,9 ha powierzchni jeziora), położony w województwie kujawsko-pomorskim, powiecie nakielskim, gminie Mrocza. Obszar rezerwatu podlega ochronie czynnej.

## Lokalizacja
Pod względem fizycznogeograficznym rezerwat znajduje się w mezoregionie Pojezierze Krajeńskie.
Znajduje się na zachód od drogi wojewódzkiej nr 241 Nakło nad Notecią – Więcbork, koło wsi Wiele. Obejmuje całą powierzchnię Jeziora Wieleckiego oraz jego otoczenie.
Rezerwat jest położony w obrębie Krajeńskiego Parku Krajobrazowego. 
Rezerwat w całości stanowi własność Skarbu Państwa w Zarządzie Agencji Nieruchomości Rolnych, Oddział terenowy w Bydgoszczy.

## Historia
Rezerwat został utworzony Rozporządzeniem Nr 17 Wojewody Kujawsko-Pomorskiego z 11 sierpnia 2005 r.
W 2014 r. oddano do użytku wieżę obserwacyjną z widokiem na jezioro.

## Przyroda
Powołany w celu zabezpieczenia i zachowania ze względów przyrodniczych, naukowych, dydaktycznych i krajobrazowych cennych środowisk wodnych, bagiennych oraz leśnych stanowiących miejsca lęgów i występowania licznych gatunków ptaków, w tym gatunków rzadkich w skali kraju i Europy. Rezerwat jest ostoją dla około 140 gatunków ptaków.